# Бужа
„Бужа” је југословенски и хрватски ТВ филм из 1991. године. Режирао га је Ванча Кљаковић а сценарио је написао Живко Јеличић.

## Улоге
| Глумац                 | Улога |
| ---------------------- | ----- |
| Шпиро Губерина         |       |
| Ивица Видовић          |       |
| Дара Вукић             |       |
| Зоја Михелац           |       |
| Мирко Војковић         |       |
| Александар Цакић       |       |
| Даница Цвитановић      |       |
| Терезија Дадић Лепетић |       |
| Марија Данира          |       |
| Пино Дритер            |       |

Остале улоге ▼
| Глумац          | Улога |
| --------------- | ----- |
| Јосип Генда     |       |
| Ратко Главина   |       |
| Петар Јеласка   |       |
| Васја Ковачић   |       |
| Берислав Муднић |       |
| Зоја Одак       |       |
| Ана Регио       |       |
| Зденко Сарић    |       |
| Перо Врца       |       |